# Mühlbach am Hochkönig
Mühlbach am Hochkönig – gmina w Austrii, w kraju związkowym Salzburg, w powiecie St. Johann im Pongau. Według Austriackiego Urzędu Statystycznego liczyła 1498 mieszkańców (1 stycznia 2015).

## Współpraca
Miejscowość partnerska;
- Stockheim, Niemcy